# St. Markus (Brensbach)

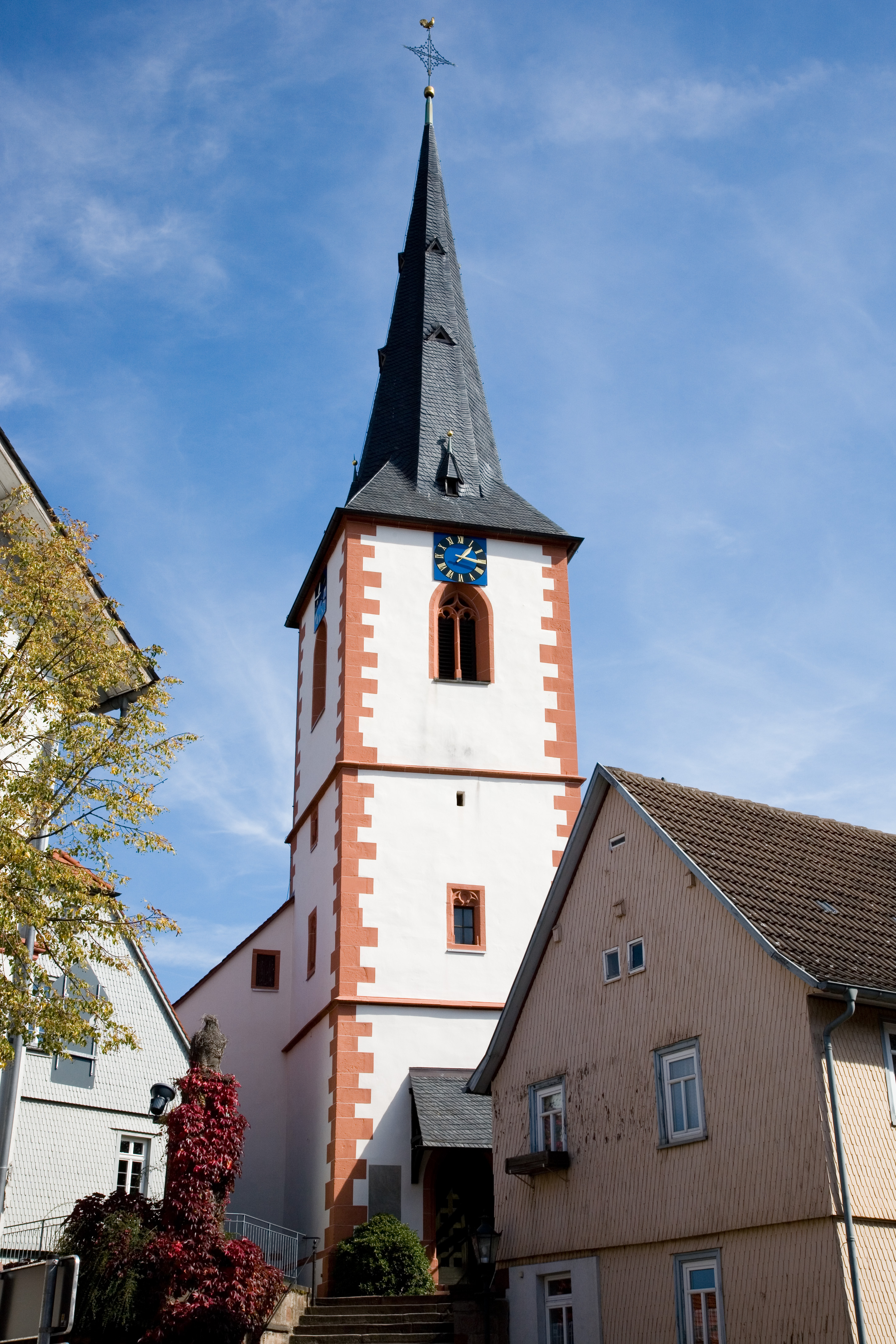
Evangelische Pfarrkirche St. Markus in Brensbach

Die Evangelische Pfarrkirche St. Markus in Brensbach, einer Gemeinde im Odenwaldkreis in Hessen, ist ein denkmalgeschütztes Kirchengebäude aus dem 16. Jahrhundert.  Die Kirchengemeinde gehört zum Dekanat Vorderer Odenwald der Propstei Starkenburg der Evangelischen Kirche in Hessen und Nassau.

## Geschichte

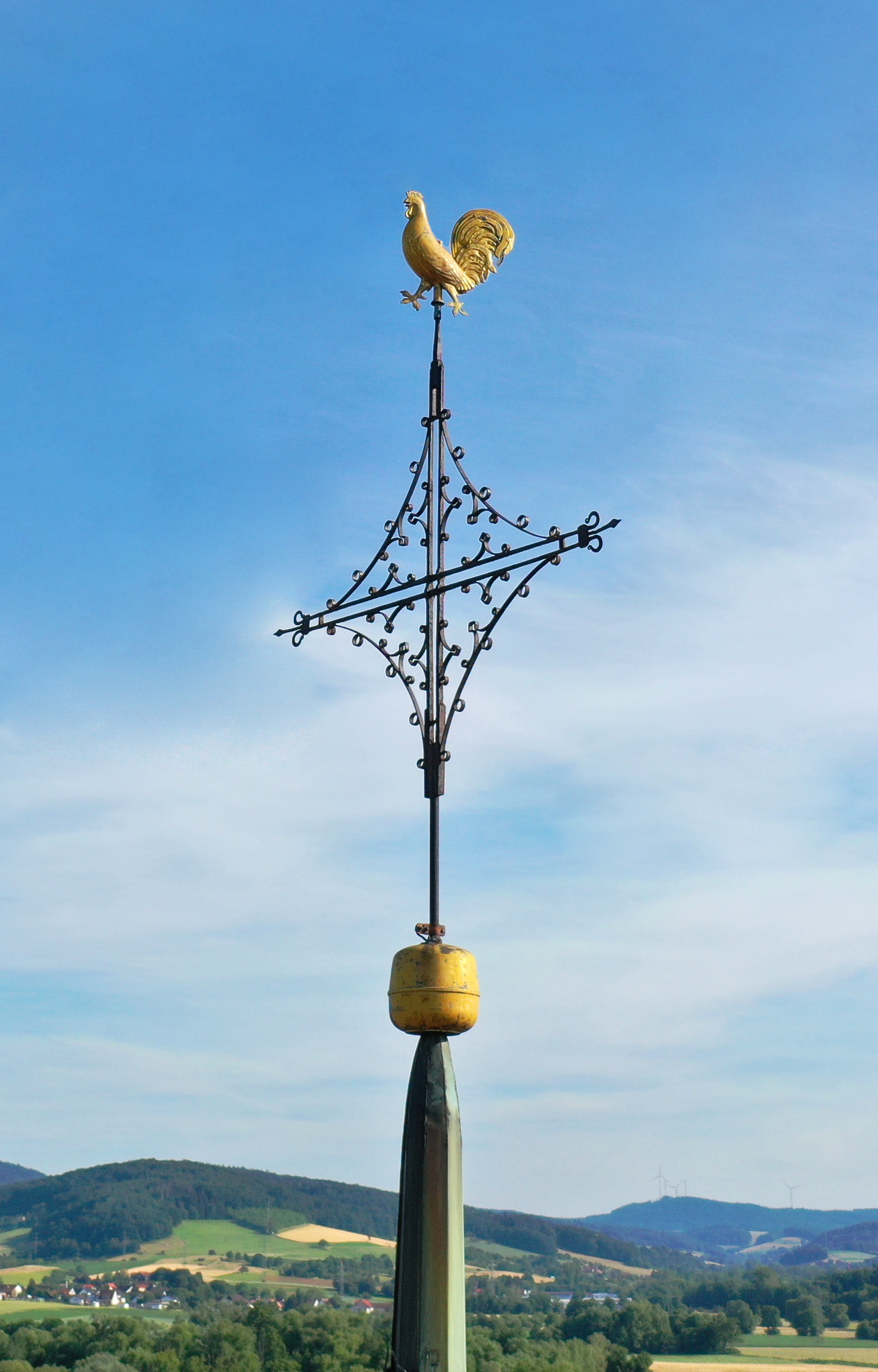
Wetterhahn mit Turmkugel auf der Spitze des Kirchturms

Angesichts der Lage der Kirche auf einer kleinen Anhöhe liegt ihr Ursprung wohl in einer mittelalterlichen Wehrkirche, was auch durch bauliche Befunde der alten Friedhofsmauer gestützt wird, die einst deutlich höher als heute war.
Urkundlich erwähnt wurde eine Pfarrei in Brensbach erstmals im Jahr 1387, sie dürfte aber schon einige Zeit früher von den Schenken von Erbach errichtet worden sein, deren Nachfolger bis heute das Patronatsrecht besitzen. Die Schenken besaßen Lehen des Bistums Fulda, die 1390 Pfalzgraf Ruprecht erwarb. Nach dem pfälzisch-bayerischen Erbfolgekrieg 1504 hatte Hessen die Hälfte der Lehenshoheit in Amt und Zent Umbach inne, die andere Hälfte lag bei den Erbacher Grafen.
Zu jener Zeit begann die Erneuerung der mittelalterlichen Kirche, von der lediglich Fundamentreste nachweisbar sind. Gegen Ende des 15. Jahrhunderts muss die Grundsteinlegung für den heutigen Kirchturm erfolgt sein, der laut seiner Datierung 1503 fertiggestellt war. Einige Jahre später wurden das neue Langhaus und der neue Chor errichtet. Die Kanzel datiert 1526, der Chorbogen 1527. Als Steinmetz war Karl Wernher aus Erbach an der Kirche tätig, der sein Steinmetzzeichen an der Kanzel hinterlassen hat. Die Kanzel dokumentiert außerdem die frühe reformatorische Gesinnung in Hessen, da sich beim landgräflich hessischen Wappen das reformatorische Kürzel VDMIAE (verbum dominum manet in aeternum) befindet. Gleichwohl wurde die Kirche noch in vorreformatorischer Tradition zur Aufnahme von Seitenaltären in den Seitenschiffen gebaut. Zugehörige Sakramentsnischen wurden später vermauert und erst im 20. Jahrhundert wieder freigelegt.
Anfang des 17. Jahrhunderts ist durch erhaltene Rechnungen der Einbau von Gestühl und einer Borkirche (Empore) belegt. Die frühe Ausstattung der Kirche ging im Dreißigjährigen Krieg verloren, als die Kirche verwüstet wurde. Die Wiederherstellung zog sich bis ins frühe 18. Jahrhundert. Ein Abendmahlskelch wurde 1680 gestiftet. Eine erste Orgel wurde im Jahr 1700 beschafft und auf einer Orgelempore im Chor aufgestellt. 1703 und/oder 1714 entstanden die Wandmalereien der Kirche. Wegen des Bevölkerungswachstums nach Ende der Kriegszeiten mussten verschiedentlich Emporen aufgestellt oder verändert werden, zuletzt die Westempore von 1834.
Im Wesentlichen genügte die Kirche seit der Wiederherstellung im frühen 18. Jahrhundert ihrem Zweck, so dass keine größeren Veränderungen mehr stattfanden, gleichzeitig aber auch Renovierungen lange Zeit unterblieben. 1855 rügte das Dekanat Reinheim den unwürdigen Zustand des Kircheninneren, das einen wahrhaft niederschlagenden Eindruck mache. Auf dringende Forderung des Kreisbaumeisters Kraus wurde die Kirche danach gründlich restauriert und ausgebessert. Die alte Orgelempore im Chor wurde 1858 erneuert, außerdem wurden die vorhandenen Fenster erneuert und zwei weitere, den bisherigen Fenstern nachempfundene, ins Schiff eingebrochen. Der nördliche Zugang zur Kirche wurde vermauert, das Südportal erhielt ein neues, stilistisch unpassendes Gewände. Die Sakristei erhielt erstmals einen Fußboden und zwei Fenster. Der Altar, bisher nur eine auf den Taufstein aufgelegte Sandsteinplatte, wurde erneuert. Der alte Taufstein wurde ebenfalls durch einen neogotischen neuen Taufstein ersetzt, während der alte in die Sammlung der Grafen von Erbach kam.
1934 erhielt die Kirche ihre beiden gotisch anmutenden Leuchter in den Seitenschiffen sowie Glasmalereien von Otto Linnemann aus Frankfurt. Aus Kostengründen wurde nur ein Chorfenster vollständig bemalt, während die restlichen Fenster nur teilweise bemalt sind.
Bei Restaurierungen in den 1970er Jahren wurden zwei alte Sakramentsnischen freigelegt. Außerdem hat man wieder den alten Taufstein in die Kirche zurückgeholt und den Grafen von Erbach im Tausch den neuen Taufstein überlassen.

## Beschreibung

### Architektur

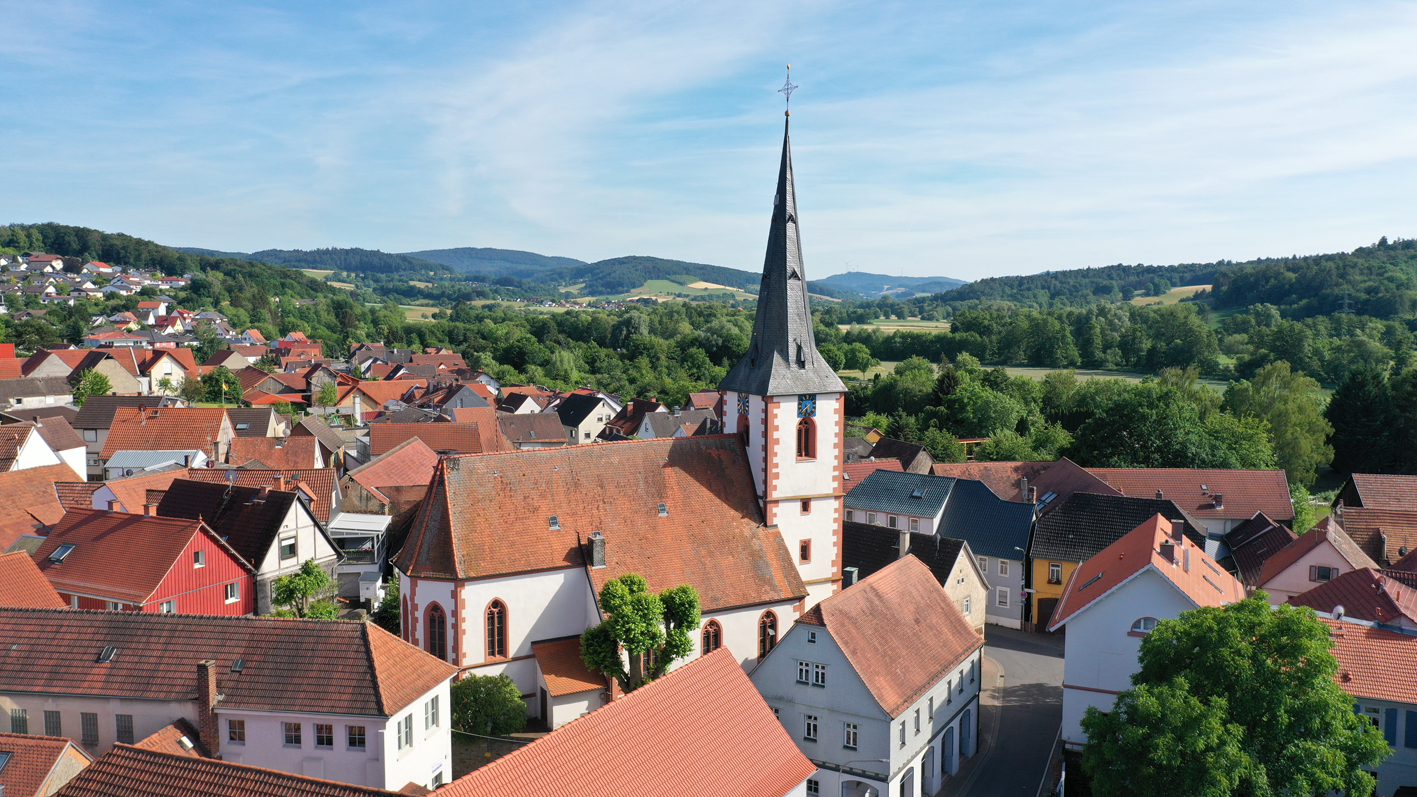
St.-Markus-Kirche im alten Ortskern Brensbachs

Die Kirche ist eine spätgotische Pseudobasilika, an deren fast quadratisches, dreischiffiges und dreijochiges Langhaus sich nach Westen der Turm und nach Osten der Chor anschließen. In den Winkel zwischen Chor und Langhaus wurde die Sakristei eingebaut.
Bauliche Merkmale am Turm belegen, dass der 1503 datierte Turm schon einige Jahre vor dem Baubeginn von Langhaus und Chor (dat. 1526/27) fertiggestellt war.
Langhaus und Chor sowie Sakristei scheinen aufgrund ihrer Proportionen und Ausführung in einem Zug erbaut worden zu sein. Das Mittelschiff ist höher als die Seitenschiffe, hat jedoch keine eigenen Fenster wie bei einer echten Basilika. Der zweieinhalbjochige Chor mit 5/8-Schluss hat die Breite des Mittelschiffs und gleichartige Joche mit übereinstimmendem Sterngewölbe. Die Sakristei entspricht von ihrer Ausführung einem Joch des südlichen Seitenschiffs, abermals mit identischem Gewölbe. Die Ausführung aller Joche mit Sterngewölbe ist für eine Odenwälder Dorfkirche einzigartig. Die Gewölbe des Mittelschiffs werden von achteckigen Pfeilern ohne Kapitelle mit zwei seitlichen Runddiensten getragen, die Joche der Seitenschiff münden in ähnliche Runddienste an den Außenwänden, nur in der Sakristei gehen die Gewölberippen nahtlos in die Wand über.
Das Langhaus ist von einem einfachen Schleppdach überdeckt, an das sich in gleicher Höhe das Chordach anschließt. Der dreigeschossige Turm hat einen im Gersprenztal häufig anzutreffenden achteckigen Spitzhelm.
Die Fensterformen der 1858 erneuerten Fenster in Langhaus und Chor orientieren sich wohl an den alten Fenstern und zeigen verschiedene Formen wie Rundbogen, Vierpässe, Herzformen und Fischblasen. Die Rundbogenfenster der Sakristei waren deren erste Fenster und haben keine historischen Vorbilder.
Im Chor befindet sich ein 160 cm hohes Sakramentshäuschen, im Chor und im südlichen Seitenschiff sind weitere Sakramentsnischen.

### Ausstattung
Der Taufstein aus dem 15. Jahrhundert stammt noch aus dem Vorgängergebäude. Sein runder Pfeiler wird von drei Plastiken (Löwe, Hund und Menschenkopf) flankiert, die Kuppa ist achteckig. Der Taufstein diente zeitweise auch als Auflage für die Altarplatte. Stilistisch steht der 101 cm hohe und oben einen Durchmesser von 93 cm habende Taufstein zwischen dem oberhessischen Kuppatyp und dem spätgotischen Pokaltypus.
Die Kanzel ist das bedeutendste Ausstattungsstück der Kirche. Sie ist bauzeitlich, wurde aus rotem Sandstein gefertigt und hat einen achteckigen Korpus, der auf einer quadratischen Säule und einem breiten Sockel ruht. Die Felder des Korpus sind mit reliefartigem Astwerk verziert, in dem sich drei Wappen befinden: das der Landgrafen von Hessen, das der Grafen von Erbach und das des Baumeisters Karl Wernher. Die Jahreszahl 1526 und die reformatorische Devise VDMIAE sind unter dem hessischen Wappen eingehauen.
Im nördlichen Seitenschiff befindet sich an der Ostwand das Epitaph des Pfarrers Erasmus Golch († 1580) als in Sandstein gefasste rechteckige Schieferplatte mit Inschrift und zwei Wappen in einem halbkreisförmigen Giebel. An der Westwand des Schiffes befindet sich die Grabplatte der Pfarrersfrau Margarethe Mayer († 1708), die das von Putten und Palmwedeln umgebene Brustbild einer jungen Frau mit Kind zeigt. Im südlichen Seitenschiff wurde 1934 ein weiteres Epitaph aufgefunden, von dem jedoch nur die Umrahmung erhalten blieb, die heute eine kurzgefasste Kirchengeschichte enthält.
Das Holzkruzifix über dem Taufstein stammt aus dem 16. oder 17. Jahrhundert. Der rechte Arm des Gekreuzigten ist eine Ergänzung für ein fehlendes Teil, auch das Kreuz könnte jüngeren Datums sein und wirkt wenig passend.
Die Schildwände des Mittelschiffs sind mit Apostelmalereien vom 1703 und/oder 1714 geschmückt, die die Apostel jeweils in Zweiergruppen zeigen. Obwohl die Malereien in der Zeit des Barock entstanden sind, erweckt die unbeholfene Hand des ländlichen Malers einen gotischen Eindruck, wodurch sich die Malereien – vermutlich ungewollt – gut in die umgebende Architektur einpassen.
Die drei Glocken der Kirche wurden 1770 aus dem Material von zersprungenen älteren Glocken bei Johann Peter Bach in Windecken gegossen. Die Glocken haben Durchmesser von 92, 78 und 68 cm und tragen alle das Jahr des Gusses sowie den Namen des Gießers, die größte Glocke hat außerdem die Inschrift einer Friedensglocke.